# José Ignacio García Illueca
José Ignacio García Illueca (1780, Mexico) est le Ministère des Relations Extérieures et Intérieures du Mexique après du gouvernement constitutionnel du Empire Mexicain,,,.